# Serge Blenner

Serge Blenner

Serge Blenner (* 23. April 1955 in Mülhausen) ist ein in Deutschland lebender französischer Komponist im Genre der Instrumental- und elektronischen Musik.

## Allgemeines
Serge Blenner wurde in Frankreich geboren und studierte Komposition und Harmonie am Konservatorium von Mülhausen, bevor er 1975 nach Deutschland ging.
Bald darauf begann er mit elektronischer Musik zu experimentieren und präsentierte 1978 seine ersten Arbeiten in München und Hamburg in einer Reihe von Live-Konzerten. Erste Aufnahmen wurden ab 1980 bei dem Hamburger Elektroniklabel „Sky“ veröffentlicht.
Seit 1979 lebt er in Hamburg und arbeitet in seinem Studio „Esthématique“. 1999 gründete er sein Label MdeC Editions und publiziert seither im eigenen Verlag.
Blenners Musikstil ist nicht eindeutig einer bestimmten Richtung zuzuordnen; sie weist Elemente von Ambient, Lounge, aber auch symphonischer Klassik auf. Oft wird sie dem Musikgenre „New Age“ zugeordnet. Von manchen Musikkritikern wurde Blenners Musik als „philosophische Musik“ bezeichnet.

## Laufbahn
- 1982: Die Arbeit an Computerklängen mit dem Prototyp PPG Music-Computer führte zu seiner Teilnahme an der “Ars Electronica”, dem bekannten Festival für elektronische Musik in Linz/Österreich. Veröffentlichung des Albums Fracture Interne beim Label „Erdenklang“.

- 1983–1985: Vertiefung in der Sampling-Technologie. Einladung von Sat.1 TV für eine Live-Aufführung bei der Landung der SpaceLab D1 Mission.

- 1986: Veröffentlichung des Albums La Dimension Prochaine. Lizenziert in den USA bei dem Label „LifeStyle“.

- 1987: Nach Les Architectes du Temps begann Serge Blenner mit orchestralen Samples zu arbeiten und demonstrierte das Spektrum seines Ideenreichtums. Großes Interesse aus Japan.

- 1988–1990: Mit Equateur und Cosmos präsentierte er eine ambitionierte Musik des 20. Jahrhunderts, wie es damals die Fachpresse schrieb. Nummer 1 in Italiens „New Sounds Charts“. Einladung von der TVE, Spanien.

- 1991: Arbeit an einer Synthese von Computerklängen und französischen Chansons. Vertonung eigener Gedichte (poèmes). Veröffentlichung von Babylone, die Nummer 1 in Finnlands „Alternative Charts“ wird.

- 1992–1994: Symphonische Werke (Virtuelle Orchestration): Libération und Symbolique.

- 1995–1996: Zwei neue Alben, Vision et Poésie und Amour, Arbeit an einer neuen Konzeption.

- 1997–1999: Mit Ars Oratoria lieferte Blenner das wohl eigenwilligste Werk seiner Karriere als Komponist von “Electro-acoustic music”.

- 2000–2001: Aufnahme des 15. Album Virtualis.

- 2002–2004: Mit Miroir de Soi zeigt Serge Blenner eine sehr persönliche wie eindringliche Facette seines Könnens. So spiegelt das Stück Le Miroir z. B. die ganze Schönheit des Meeres wider, dessen Tiefe und Beständigkeit ihn zu ozeanischen Klängen voller Anmut und Lebensfreude bewegten.

- 2005–2008: Serge Blenner schickt in seinem neuesten Werk Musique de Chambreein komplettes virtuelles Kammerorchester auf die Bühne.

## Diskografie
- La Vogue (1980)
- Magazin Frivole (1981)
- Fracture Interne (1982)
- Plaisir Ardent (1985)
- La Dimension Prochaine (1986)
- Les Architectes du Temps (1987)
- Equateur (1988)
- Musique Esthétique (Compilation, 1988)
- Cosmos (1990)
- Babylone (1991)
- Libération (1992)
- Symbolique (1993)
- Musique Esthétique Vol. 2 (Compilation, 1993)
- Vision et Poésie (1995)
- La Vogue et Magazin Frivole (Compilation, 1995)
- Amour (1997)
- Ars Oratoria (1999)
- Virtualis (2001)
- Miroir de Soi (2004)
- Musique de Chambre (2008)